# Церковь Святого Василия Острожского (Белград, Нови-Београд)
Церковь Святого Василия Острожского (серб. Црква светог Василија Острошког) — православный храм в Бежанийской косе в Новом Белграде. Находится в юрисдикции Сербской Православной Церкви. Церковь посвящена святителю Василию Острожскому

## История
Здание построено по проекту сербского архитектора Михайло Митровича.
Первая церковь, построенная на территории Нового Белграда после Второй мировой войны. Строительство началось в 1996 году. Здание освящено 12 мая 2001 году Святейшим Патриархом Павлом.
Здание построено в современной стилистике, переосмысливающей древние христианские традиции строительства церквей в форме ротонд.